# Carcharhinus isodon
El tiburón dentiliso (Carcharhinus isodon) es una especie de elasmobranquio carcarriniforme de la familia Carcharhinidae .

## Morfología
Los machos pueden alcanzar los  190 cm de longitud total.

## Distribución geográfica
Se encuentra desde  Carolina del Norte hasta Cuba y el Golfo de México, y desde el sur de Brasil hasta Uruguay.

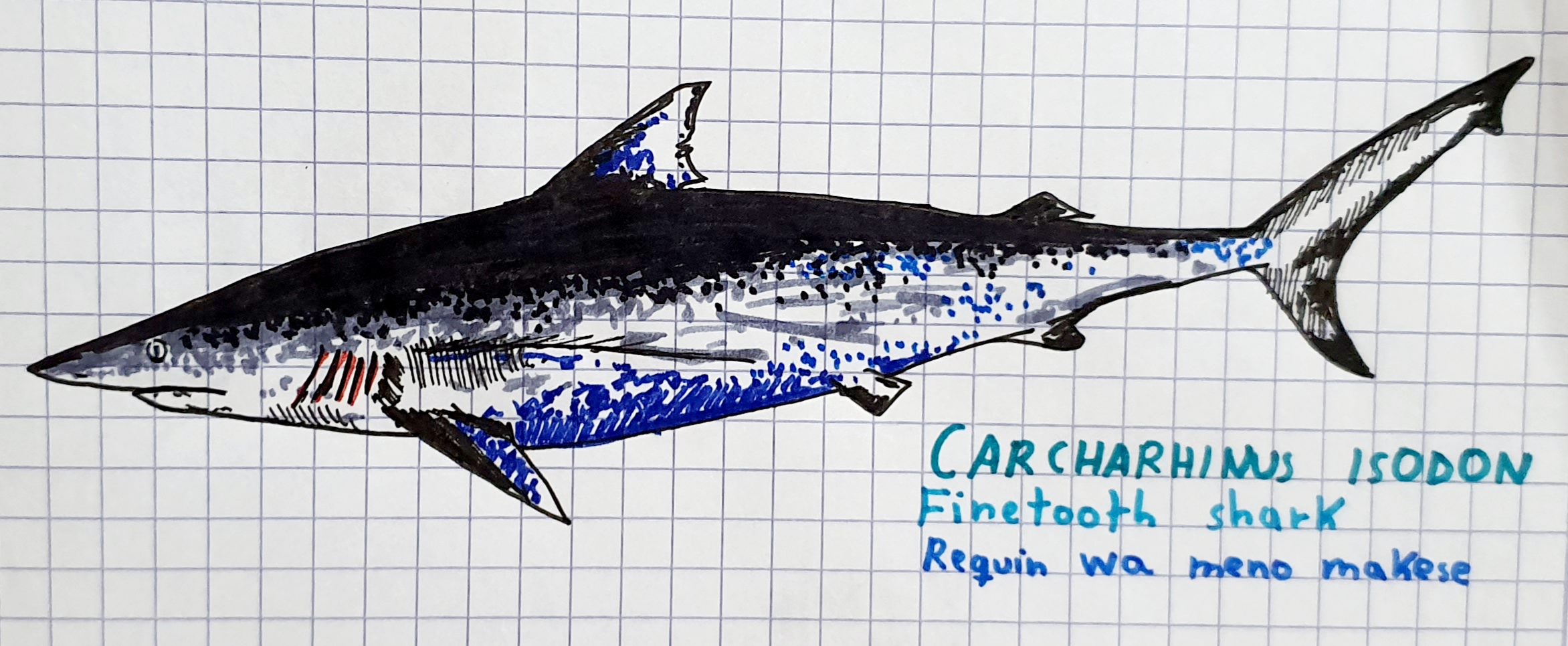
Ilustración de Carcharhinus isodon